# چهارسوق بزرگ بازار شهرضا
چهار سوق بزرگ بازار شهرضا مربوط به اوایل دوره قاجار است و در شهرضا، بازار، چهارسوق بزرگ واقع شده است. لازم است ذکر شود بازار بزرگ تاریخی شهرضا، که چهار سوق با گنبد آجریش بر فراز آن، در مرکز بازار قرار گرفته است از جمله بازارهای قدیمی کشور و متعلق به دوره سلجوقیان است که دارای کاروانسراها و اماکن قدیمی است به شکل زیبایی در دل بافت قدیمی شهر طی قرون گذشته گسترش یافته است.
وجود بازار بزرگ و قدیمی در مرکز شهر و در بخش‌های بازارآقا سیدعلی، نخود بریزها، کفاش‌ها، حاج ربیع و بازار مسگرها با معماری بومی و اصیل نشان از توانمندی هنرمندان بزرگ معمار این شهراست.
نوع ساخت و معماری بازار برگرفته از شیوه معماری دوره سلجوقیان با طاق‌های وسیع و بلند که وجود حجره‌های قدیمی و کاروانسراها و تیمچه‌ها بر شکوه و زیبایی این مکان تاریخی افزوده است.
وجود بازار بزرگ و قدیمی در مرکز شهر و در بخش‌های بازارآقا سیدعلی، نخود بریزها، کفاش‌ها، حاج ربیع و بازار مسگرها با معماری بومی و اصیل نشان از توانمندی هنرمندان بزرگ معمار شهرضا دارد.
چهار سوق بزرگ بازار شهرضا در تاریخ ۲۳ شهریور ۱۳۸۲ با شمارهٔ ثبت ۱۰۲۳۹ به‌عنوان یکی از آثار ملی ایران به ثبت رسیده است.